# Stawiereje Podleśne
Stawiereje Podleśne – wieś w Polsce położona w województwie podlaskim, w powiecie wysokomazowieckim, w gminie Szepietowo.
W latach 1975–1998 miejscowość administracyjnie należała do województwa łomżyńskiego.
Wierni kościoła rzymskokatolickiego należą do parafii św. Anny w Dąbrówce Kościelnej.

## Historia
Z popisu wojennego województwa podlaskiego z 1528 r. wynika, iż z Stawirei, parafeia dubrowskaja stawili się: Bronisz Maciejewicz, Michał Staryi, Maciej Michałowicz, Maciej Pawłowicz, Biernat Maciejewicz, Dobrogost Maciejewicz, Stanko Michałowicz.
W roku 1827 miejscowość liczyła 5 domów i 33. mieszkańców. W 1832–1836 właścicielem dóbr ziemskich był Fryderyk Otto z żoną Teklą. W 1866 r. właścicielem w Stawierejach Podleśnych gmina Wojny Szuby był Wojno Augustyn oraz właściciele cząstkowi.
Pod koniec wieku XIX wieś drobnoszlachecka w powiecie mazowieckim, gmina Szepietowo, parafia Dąbrówka Kościelna. W 1904 r. właścicielem był Henryk Ołdakowski, syn Karola.
W roku 1921 wymieniono folwark Stawiereje Podleśne, gdzie naliczono 3 budynki z przeznaczeniem mieszkalnym oraz 41. mieszkańców (19. mężczyzn i 22. kobiety). Narodowość polską podało 40 osób, a białoruską 1.
W 1928 roku właścicielem ziemskim w Stawierejach Podleśnych pod numerem 150 był inż. Roszkowski Stanisław, mieszkający w Warszawie a gospodarujący w Stawierejach poprzez rządców. Przed 1937 r. rządcą majątku Stawiereje był Paszotta. W 1937 r. oddał w dzierżawę Wł. Dąbrowskiemu z Wojen Pogorzeli.
W latach 1954–1972 miejscowość wchodziła w skład Gromady Dąbrówka Kościelna.
W 2006 r. liczba mieszkańców wyniosła 45 osób, a już 31 grudnia 2011 r. - 43 osoby.

## Obiektyzabytkowe

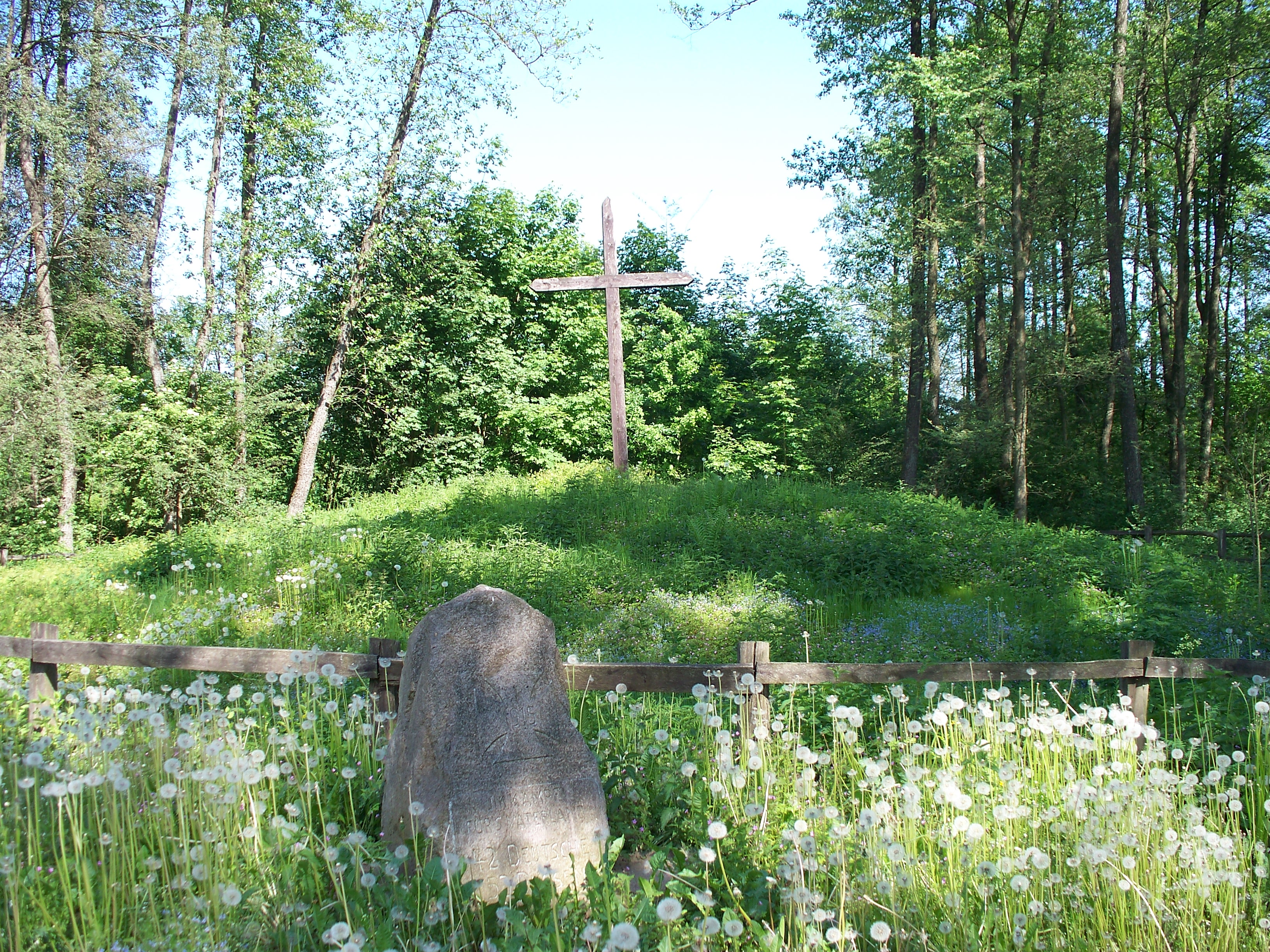
Cmentarz wojenny z okresu I wojny światowej

- cmentarz wojenny z okresu I wojny światowej[15], (pochowane są tu 94 osoby)[16].